# Bernd Zimmermann (Nordischer Kombinierer)
Bernd „Zimt“ Zimmermann (* 28. Juli 1951) ist ein ehemaliger deutscher Nordischer Kombinierer und Skisporttrainer.
Als Aktiver wurde er 1974 DDR-Meister und gewann in seiner Karriere zwei internationale Wettkämpfe auf höchster Ebene. Von 1988 bis 1990 trainierte er die DDR-Nationalmannschaft und von 1994 bis 1997 war er Bundestrainer der Nordischen Kombinierer.

## Leben
1966 ging Zimmermann vom heimischen Deutschneudorf im Osterzgebirge an die Kinder- und Jugendsportschule (KJS) nach Klingenthal im Vogtland. Dort bekam er gleich am Anfang seinen Spitznamen „Zimt“. Sein Vorbild in dieser Zeit war Reiner Dietel. Dieser und später Siegfried Böhme trainierten ihn. 1970 wurde er bei den Junioren DDR-Meister sowie Dritter bei den DDR-Skimeisterschaften. 1971 nahm er an der Junioren-Weltmeisterschaft im bayrischen Nesselwang teil, wo er Vierter wurde. Die Berufsausbildung schloss er als Werkzeugmacher ab.
1974 wurde er DDR-Meister in der Nordischen Kombination und erreichte bei den Nordischen Skiweltmeisterschaften 1974 im schwedischen Falun Platz 8. Bei anderen internationalen Wettkämpfen – der Weltcupwettbewerb wurde erst in der Saison 1983/84 eingeführt – gewann er je einmal auf den beiden polnischen Wettkampfstätten in Zakopane und in Wisla. Weitere Podestplätze erreichte er mit jeweils einmal Platz 3 im schweizerischen Le Brassus und im slowakischen Štrbské Pleso. Er war in der Teildisziplin Langlauf in der Regel konkurrenzfähiger als im Skispringen.
1978 beendete Zimmermann seine aktive Sportkarriere und absolvierte im Anschluss nach Vorschlag seines Klingenthaler Sportclubs eine Trainerausbildung an der DHfK Leipzig, wobei er parallel dazu schon als Trainer tätig war, zunächst bei den Schülern. Von 1988 bis 1990 trainierte er mit Bernd Kummer die DDR-Nationalmannschaft. Bei den Olympischen Winterspielen 1988 im kanadischen Calgary erreichte der von ihm trainierte Uwe Prenzel Platz 4 und bei den Nordischen Skiweltmeisterschaften 1989 im finnischen Lahti gewann die DDR-Nationalmannschaft, bestehend aus Sven Leonhardt, Thomas Abratis, (beide Klingenthal) und Bernd Blechschmidt (Oberwiesenthal), Bronze.
Nach der Deutschen Einheit konnte er beim Deutschen Skiverband (DSV) weiterarbeiten. Von 1994 bis 1997 war er Bundestrainer der Nordischen Kombinierer. In der Saison 1996/97, als die Erfolge ausblieben, wechselte sein bisheriger Assistenztrainer Uwe Dotzauer zum B-Kader und der Berchtesgadener Hermann Weinbuch kam an die Seite Zimmermanns. Nach der Bundestrainerzeit trainierte er den B-Kader und ab 2005 am Klingenthaler Bundesstützpunkt die Schüler. In der Saison 2010/11 wurde er als DSV-Trainer des Jahres ausgezeichnet. Mit dem Saisonende im Jahr 2015 beendete er seine Trainertätigkeit und ging in den Ruhestand. Unter seinem Spitznamen „Zimt“ war er nicht nur während seiner aktiven Karriere, sondern auch als Trainer bekannt.
Zimmermann hat drei Kinder.